# سعيدي فضيل
سعيدي فضيل (20 يونيو 1943 - 7 يونيو 1996) لواء في الجيش الوطني الشعبي الجزائري اغتيل إبان العشرية السوداء في الجزائر.

## حياته
ولد سعيدي فضيل يوم الأحد 20 جوان 1943 بميلة، الجزائر وكان من الشباب الأوائل في الجيش الوطني الشعبي الجزائري بعد الاستقلال امتدادا لمسار في جيش التحرير الوطني الجزائري تقلد مهام عديدة كقائد فيلق ثم قائد اركان وعمل بلواء المدرعات بباتنة قبل أن يلتحق بجهاز المخابرات، ونظرا لكفاءته فقد تم تعيينه مدير عام للتكوين العسكري بالأكاديمية العسكرية لمختلف الأسلحة بشرشال بعدها تولى مسؤولية الاستخبارات الخارجية في جهاز المخابرات الجزائرية، عاش في سيدي موسى وبعد تدهور الأوضاع الأمنية في الجزائر انتقل للعيش في محمية الدولة بتقارة.
في سنة 1992 تحصل على وسام الاستحقاق الوطني لجمهورية مالي نظرا لجهوده في استتباب الأمن وأحد المهندسين الرئيسيين لاتفاق السلام حيث ذهب إلى قادة التمرد المسلح بين كل فصائل الطوارق لإقناعهم واحدا واحدا بالجلوس إلى طاولة المفاوضات والوصول إلى حل سلمي مع الحكومة المالية، في سنة 1993 عين أول رئيس لهيئة التنسيق المشتركة لأجهزة المخابرات في دول الساحل سنة،
في يوليو 1994 وبسبب اختلافه الدائم مع إسماعيل العماري حول كيفية التعامل مع الإسلاميين ابعد سعيدي فضيل من منصبه كرئيس مديرية التوثيق والأمن الخارجي (م.ت.أ.خ/DDSE) داخل قسم الاستخبارات والأمن (ق.إ.أ/DRS) وعين على رأس الناحية العسكرية الرابعة في ورڤلة، كان فضيل سعيدي ضد السياسة الاستئصالية التي انتهجتها السلطة وقتها لم تكن لتنقذ البلاد بأي حال من الأحوال،
لقد كان معارضا لسياسة «الكل أمني» وقد اقترح إعادة السلطة إلى المدنيين ولكونه غير متحدرا من الجيش الفرنسي، فإن التزاماته ومواقفه المتخذة كانت تمثل خطرا حقيقيا بالنسبة لكتلة جنرالات الفارين من الجيش الفرنسي (ف.ج.ف/DAF) وحلفائهم. ولذلك كانت علاقة الجنرال سعيدي بكتلة هؤلاء الجنرالات إذن في غاية التوتر، الامر الذي كلفه حياته حيث اغتيل بورقلة في 7 جوان 1996 ودفن بمقبرة العالية يوم الأحد 9 جوان 1996.
في 2009 توجه قضاة (اثنان من القضاء المدني) بأمر من رئاسة الجمهورية إلى مديرية المخابرات ـ قسم مكافحة الجوسسة) الموجود في حيدرة لأغراض التحقيق، لكنهم منعوا من دخول المقر بحجة أن هؤلاء القضاة لم يحصلوا على «الموافقات من الدرجة الأولى» التي تسمح لهم بدخول المقر والتعرف على الأنشطة السرية لضباط المخابرات، وهذا القرار فسرته بعض الأطراف على أنه رفض للرضوخ للتحقيقات التي طالب بها رئيس الجمهورية
وعلاوة على ذلك، فإن المدعي العام العسكري أصدر ثلاثة استدعاء لثلاثة ضباط من قسم مكافحة الجوسسة وردت أسماءهم في ملف اغتيال الجنرال فضيل سعيدي. وذكر موقع لوماتان أن المعنيين هم: بن سلوان حسان وشايبية محمد وموفني رضوان، وأضاف الموقع أن هؤلاء الضباط منحت لهم مدة شهر كأقصى حد للحضور أمام المدعي العام العسكري في المنطقة العسكرية الأولى. كما لم يطرأ جديد بخصوص قادري عبد الرزاق، وبن لوصيف حكيم المدعو داني (مكلف معلوماتي) كذلك ونزي حاج علي، بوساحة عبد المجيد وبوسدة محمد من قبل مديرية القضاء العسكري.
و السبب المعروف أيضا وراء تصفية فضيل سعدي وهو ان الشادلي بن جديد كان ينوي ترقيته إلى منصب رئيس المخابرات مكان الجنرال توفيق وهدا الذي لم يتقبله الأخير هو ومساعديه.